# Sado (fleuve)
Pour les articles homonymes, voir Sado.
Le Sado est un fleuve du sud-ouest du Portugal, et qui se jette dans l'océan Atlantique à Setúbal.

## Géographie
La longueur de son cours est de 175 km dans les montagnes de Caldeirão et il traverse la ville de Alcácer do Sal. C'est un des plus importants fleuves du Portugal et entièrement situé dans ce pays. La surface de son bassin versant est de 7 600 km2. Il prend sa source à environ 230 mètres d'altitude près de la Serra da Vigia. Son embouchure avec l'océan Atlantique est près de la ville de Setúbal, à moins de 50 km au sud de Lisbonne.  
Cet estuaire est renommé pour être l'habitat d'une importante communauté de grands dauphins. En effet, 31 de ces membres sont observés régulièrement au point de recevoir un nom en 2007. 

## Barrages
De nombreux barrages ont été aménagés le long de son cours d'eau :
- barrage d'Água Industria, barrage d'Águas Claras, barrage d'Alvito, barrage de Campilhas, barrage de Daroeira, barrage de Fonte Serne, barrage du Mont da Rocha, barrage d'Odivelas, Barrage du Pego do Altar, barrage de Porches, barrage de Rejeiados, barrage de Roxo, barrage de Tapada, barrage de la vallée du Gaio[réf. nécessaire].

Dans plusieurs endroits, les barrages ont une fonction principale d'irrigation, pour les cultures de riz, de maïs et d'autres légumes.